# حمام کسما
حمام کسما مربوط به دوره قاجار است و در شهرستان صومعه‌سرا، بخش مرکزی، روستای کسما واقع شده و این اثر در تاریخ ۱۱ شهریور ۱۳۸۲ با شمارهٔ ثبت ۹۹۴۱ به‌عنوان یکی از آثار ملی ایران به ثبت رسیده است.